# César Menotti
César Luis Menotti (Rosario, 22 de octubre de 1938-Buenos Aires, 5 de mayo de 2024), apodado el Flaco, fue un futbolista y entrenador de fútbol argentino. Es considerado una de las figuras más importantes e influyentes en la historia del fútbol argentino y de la selección argentina, a la que se le acredita haberla transformado en una potencia mundial durante sus años como entrenador (1974-1982), logrando el primer Campeonato Mundial para el país en la edición de 1978. El estético estilo de sus equipos pasó a ser doctrina de la filosofía de juego popularizada como «menottismo», que ejerció una gran influencia sobre muchos entrenadores en las décadas siguientes.
Como jugador, Menotti era mediocampista y su primer equipo fue Rosario Central, donde debutó en 1960, con el entrenador Enrique Lúpiz, padre del esgrimista y actor Fernando Lúpiz. En su corta carrera, jugó para Racing Club, Boca Juniors, el Santos -donde fue compañero de Pelé- y en el Juventus de Brasil, hasta su retiro en 1970. Un par de meses después, comenzó su carrera como director técnico entrenando inicialmente a Newell's Old Boys y un año después a Huracán, donde formó uno de los equipos míticos de la historia del fútbol argentino.
Tras consagrarse campeón del Torneo Metropolitano de 1973 con Huracán, fue elegido como entrenador de la selección argentina, donde inició un proceso de revalorización del conjunto nacional tras los fracasos en sus participaciones anteriores de la Copa del Mundo. En 1978, en la edición celebrada en Argentina, llevó al fútbol de su país a su primer campeonato mundial, en medio de la dictadura militar. Tras quedarse afuera en segunda fase en el Mundial de 1982, Menotti abandonó el cargo, siendo reemplazado por quien luego sería su némesis público, Carlos Salvador Bilardo. En los años 80 y 90, tendría pasos en clubes de alto prestigio como el Barcelona (donde ganó tres títulos), el Atlético de Madrid, Peñarol, Boca Juniors, River Plate e Independiente. Su última experiencia como técnico fue en México, entrenando al Puebla y al Tecos.
Hasta el momento de su fallecimiento, ejercía como director de Selecciones de la Asociación del Fútbol Argentino desde 2019, habiendo influido en la obtención del Mundial de Catar 2022. Además, fue director ejecutivo de la Escuela de Entrenadores César Luis Menotti. Fue nombrado por el medio World Soccer entre los mejores entrenadores de la historia, en 2013, obtuvo un premio Konex por mención honorífica en 1980 y el premio de Cultura al Fútbol en 2009.

## Biografía
Nació en Rosario, Santa Fe, según sus propias declaraciones el 22 de octubre de 1938, pero fue inscripto como nacido el 5 de noviembre, por lo que esa es la fecha que figuraba en sus documentos personales. Apodado Zito durante su infancia en homenaje al histórico jugador de Racing Vicente Zito, se crio en el elegante barrio de Fisherton. Era el hijo único de Antonio Menotti, un reconocido boxeador y bailarín local, y Olga Fasola, una ama de casa. Empezó a practicar fútbol y básquet en el club Unión América de Fisherton y en Argentino de Marcos Juárez. Por sus habilidades, pasó a jugar en la Liga Carcarañense, donde cobraba 1000 pesos por partido. A pesar de probarse con éxito en Vélez Sársfield y Huracán, nunca terminó por quedarse debido a que el sueldo que le ofrecían no llegaba a lo que cobraba en las ligas. De actitud rebelde, fue arrestado varias veces por vandalismo. Su casa paterna fue baleada en dos ocasiones por disputas internas dentro del peronismo, partido al que pertenecía su padre. El joven César también militó en esa fuerza, pintando graffitis después de la Revolución Libertadora, pero con posterioridad, y a través de su amigo "Chacho" Reina, se afilió al Partido Comunista.

## Trayectoria

### Como jugador

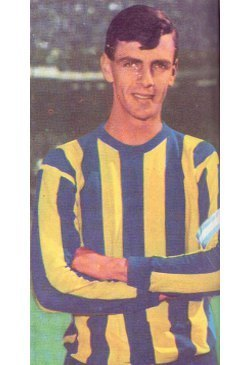
César Menotti con la camiseta de Rosario Central.

#### Rosario Central (1960-64)
Finalmente, fue fichado por Rosario Central luego de que le ofrecieran 2500 pesos como sueldo (Menotti mintió que cobraba 2000 en las ligas) tras la insistencia de su familia, quienes eran fanáticos de toda la vida del Canalla. Apenas disputó 6 partidos con las reservas hasta ser promovido para el primer equipo. Su debut en la Primera División de Argentina se produjo el 3 de julio de 1960, en el partido que Rosario Central le ganó a Boca Juniors por 3-1, donde marcó el tercer gol, tomando la posición de centrodelantero con la camiseta número nueve. Un delantero habilidoso, lujoso, y con un potente remate de media distancia, se mantuvo cuatro temporadas en Central, totalizando 46 goles en 86 partidos. En la temporada 1962, finalizó tercero en la tabla de goleadores, con 15 tantos.
Por sus buenas actuaciones en el conjunto de Arroyito, Menotti fue convocado por primera vez en la Selección Argentina, debutando el 15 de agosto de 1962 ante Uruguay por la Copa Lipton, donde fue elogiado por sus participaciones. Por ello, también disputó el partido contra Chile, donde participó del único gol del partido. El medio El Gráfico elogió sus actuaciones: "En un mal partido entre Argentina y Uruguay, Menotti expuso individualmente todos los recursos que suele poseer un crack". Durante ese tiempo en el que Horacio Amable Torres era el entrenador de la selección, Menotti lo criticó fuertemente: "Nunca le oí una indicación en el vestuario. Jim Lopes nos corrige, haciendo notar los defectos. Jim sabe, Torres no". Convirtió su único gol en la Selección ante Paraguay por la Copa Chevallier Bouttier en la victoria 3 a 2, en la que también fue su última participación como jugador.
Durante 1963, Central no pudo mantener la buena racha que había tenido el año anterior y terminó décimo en el torneo. Menotti aportó 12 goles, quedando sexto en la tabla. En ese año, tuvo actuaciones destacadas ante Boca, donde le metió un gol y fue expulsado por pelearse con Antonio Rattín, y ante River, donde le metió el único gol del partido a Amadeo Carrizo con un potente remate de media distancia.

#### Racing Club, Boca Juniors, Santos y retiro en Brasil (1964-69)

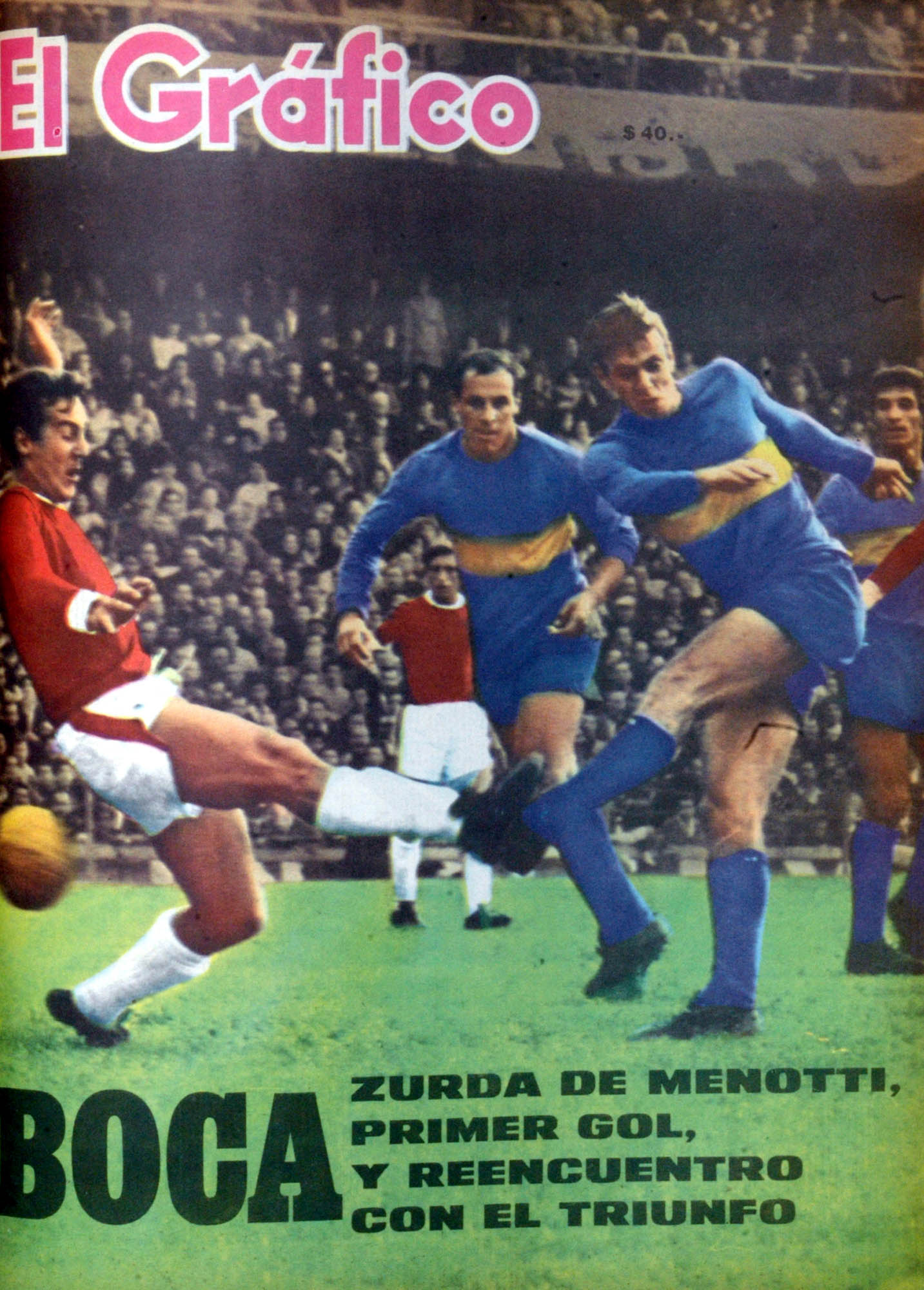
César Luis Menotti en Boca en 1966.

En la temporada 1964-65, luego de que varios clubes se interesaran por él, acabó fichando por Racing Club. Sin embargo, apenas disputó 18 partidos, donde convirtió 12 goles. Fue expulsado dos veces, una contra Independiente, y le convirtió dos golazos a Carrizo en una derrota 4 a 3 con River. Finalizó séptimo en la tabla de goleadores de aquel campeonato. En el mercado invernal de 1965, fue adquirido por Boca Juniors junto al defensor Federico Sacchi. Debutó en la cuarta fecha del campeonato de ese año, contra Estudiantes en La Plata, en el que sería su primer encuentro con Carlos Bilardo, uno de los líderes del conjunto rival.
A pesar de la suma invertida en él, Menotti no cumplió las expectativas en aquel torneo y apenas fue un recambio habitual del equipo titular que acabó ganando el certamen. Sin embargo, al año siguiente, por las convocatorias de las máximas figuras del equipo al Mundial de Inglaterra, tuvo oportunidades como titular. Como anécdota en su ciclo como jugador boquense, el entonces presidente del club Alberto J. Armando, conocido por su pasión, no le perdonó haber errado un penal contra el Real Madrid, con quien perdió la Copa Mohamed de Marruecos de 1966, y se marchó con apenas 18 partidos disputados en dos temporadas y 6 goles convertidos.
En 1967 se marchó a Estados Unidos para jugar en el equipo neoyorquino The Generals (New York Generals), donde en un amistoso contra el Santos de Pelé convirtió cinco goles, por lo que el astro brasilero lo convenció de fichar por su equipo. Sin embargo, apenas estuvo tres meses siendo suplente. En 1969 fichó para el Clube Atlético Juventus de San Pablo, donde se retiró como futbolista al finalizar la temporada 1969-70.

### Como entrenador

#### Huracán (1971–74)

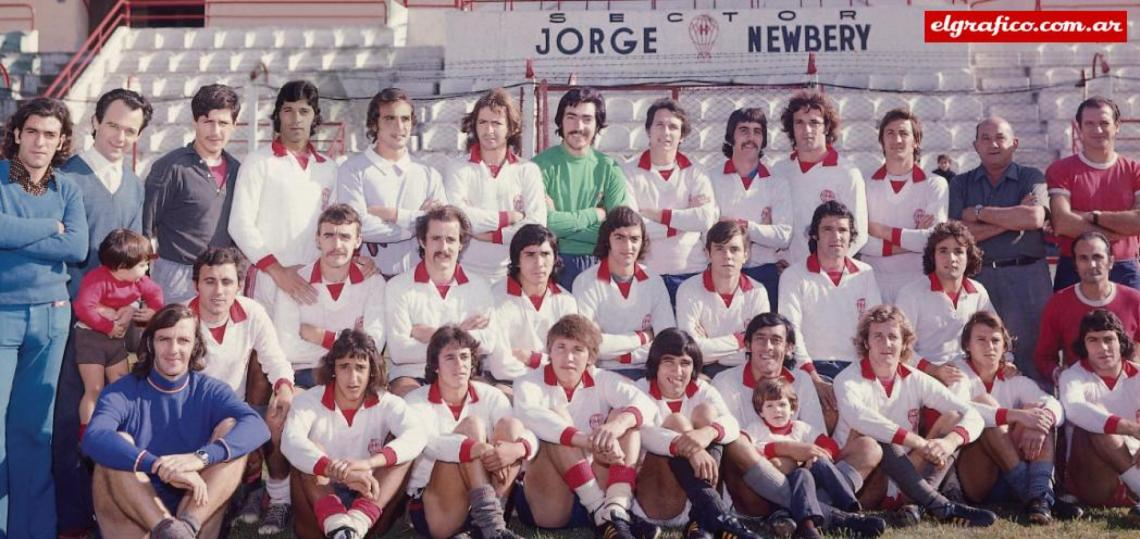
Menotti junto al plantel del Huracán de 1973.

Apenas unos meses después de su retiro como futbolista, tuvo sus primeras experiencias como entrenador en Central Córdoba (R) y Newell's Old Boys, como asistente e interino de Miguel Antonio Juárez, quien fue compañero suyo en Rosario Central, y era una de sus máximas referencias en cuanto a su filosofía de juego. Luego del Campeonato Nacional 1970, en abril de 1971 Luis Seijo, presidente de Huracán, contrató a un inexperto Menotti de 32 años, luego de despedir a Osvaldo Zubeldía y Carlos Bilardo por malos resultados. Menotti pensaba que el fútbol argentino atravesaba una "época deprimente" y que había que "volver a las bases". En aquel primer torneo, Menotti agarró un equipo que estaba último en el torneo, y que contaba en sus filas con jugadores como Coco Basile, el Bambino Veira, Miguel Brindisi o Carlos Babington. “Lo que debo hacer es levantar la moral del plantel, que parece bastante decaída, pero en Huracán hay jugadores para intentar una buena campaña”, declaró Menotti después de su debut, el 2 de mayo de 1971, en una derrota por 3 a 0 contra Boca Juniors. Después de una racha de 12 partidos sin perder, el equipo acabó noveno en el torneo.
Durante 1972, Menotti empezó a formar las bases del que sería el equipo campeón del año siguiente, gracias a una excelente gestión de transferencias, donde trajo jugadores fundamentales como Francisco Russo y Omar Larrosa. Después de un inicio irregular, el equipo estaba a cuatro puntos de la zona de descenso para la novena fecha, con apenas dos victorias. Menotti estuvo a punto de ser despedido, pero luego de ganarle 3 a 1 a Estudiantes en La Plata, pudo mantener su cargo. El equipo terminó 3° en el Metropolitano de aquel año, arrebatándole el lugar a River después de ganarle 3 a 1 en la última fecha, y ya demostrando "un fútbol de alto vuelo", siendo el equipo más goleador con 66 tantos convertidos.
| “Ese Huracán fue distinto a todo. Y a todos. Apareció para quedar en la historia como uno de los más grandes y brillantes equipos de nuestro fútbol. Por lo menos el mejor que yo vi en la Argentina. Pero no expresó una época. Ni un clima de época (…) Estoy convencido de que salvó al fútbol argentino”—Menotti acerca de su Huracán del 73. |

Durante la pretemporada de 1973, Menotti asistió a un partido de Defensores de Belgrano, donde descubrió a un desconocido joven delantero habilidoso, René Houseman, quien nunca había disputado un partido en Primera División. "De golpe vimos que venía un flaquito desgarbado con un bolsito verde, que parecía cualquier cosa menos un jugador. A la tarde hicimos la práctica y nos volvió locos a todos. Era un distinto”, recordó Larrosa tiempo después. Menotti se había dado cuenta de que el desequilibrio de Houseman era lo que les faltaba para volverse un serio contendiente al título. El 4 de marzo de 1973, en la primera fecha del Metropolitano, Huracán goleó 6 a 1 a Argentinos Juniors en La Paternal. Aquella tarde sería descrita por los medios como "un ballet de fútbol total", que se extendería por el resto del torneo, con goleadas a Boca, Racing y Atlanta. La goleada por 5 a 0 a Rosario Central sería una de las más recordadas, en la que la hinchada rival aplaudiría al equipo de Menotti; "pocas veces he visto una superioridad tal de un conjunto sobre otro", escribiría Roberto Fontanarrosa. Siendo líderes todo el torneo, con 46 puntos en 32 fechas, Huracán se consagró campeón de la Primera División, tres fechas antes de que termine el torneo, en una derrota 2 a 1 con Gimnasia el 16 de septiembre. En celebración del campeonato, a fin de año Menotti convenció al Santos de Pelé de jugar un amistoso en Parque Patricios, el cual sería uno de los últimos partidos del brasileño en su club antes de retirarse en Estados Unidos. Durante 1974, el equipo no pudo mantener el nivel del año anterior, en parte debido a las convocatorias hechas para el Mundial y por los compromisos que había asumido Menotti con el seleccionado en la segunda mitad del año. Su último partido fue el 24 de noviembre de 1974 en una victoria por 2 a 0 contra Atlanta.

#### Selección argentina (1974–82)

##### Construyendo al equipo
Tras las decepcionantes campañas de la selección argentina en las copas del Mundo, el equipo nacional pasaba por una época oscura donde a nadie le interesaba y en la que los jugadores preferían no ser convocados. La AFA se vio obligada a reestructurarse de cara a la edición de 1978 que se iba a celebrar en Argentina. David Bracuto, quien fue presidente de Huracán con Menotti de entrenador, fue nombrado presidente de la AFA en 1974 y le ofreció a Menotti el cargo de entrenador después de la renuncia de Vladislao Cap. Menotti aceptó bajo varias condiciones, entre ellas la condición de que los jugadores argentinos menores de 25 años no debían ser vendidos a clubes extranjeros. El 1° de octubre, fue anunciado oficialmente como nuevo entrenador, en donde expresó: "la idea es jerarquizar a la Selección".
Menotti impuso novedosos regímenes de entrenamientos, una preselección compuesta por juveniles, y trabajaba con cuatro equipos diferentes de jugadores convocados de todo el país. Diseñó un proyecto sólido, exigió el compromiso de la clase dirigencial, generó el sentido de pertenencia y reivindicó al fútbol del interior. Debutó el 12 de octubre de 1974 en un partido amistoso contra España que resultó en empate 1-1.
En 1975, la nueva selección de Menotti conquistó el torneo Sub-21 Esperanzas de Toulon, donde juntó a los jóvenes talentos de Daniel Passarella, Alberto Tarantini, Américo Gallego, José Daniel Valencia y Jorge Valdano. También jugó la edición de la Copa América 1975, donde sumó a las estrellas Mario Kempes, Leopoldo Luque, Osvaldo Ardiles y Hugo Gatti. Argentina debutó goleando a Venezuela (5-1 y 11-0) pero perdió ante Brasil en los dos partidos siguientes (2-1 y 1-0), por lo que la "verdeamarela" clasificó a la siguiente etapa y el equipo fue eliminado.
Argentina comenzó una larga preparación para la Copa Mundial de 1978. Menotti exigió que se jugaran amistosos contra las principales potencias de Europa ya que según él "había que enfrentarlos, conocerlos; sino sólo le veíamos la cara cada 4 años", por lo que hizo una gira por Europa oriental en 1976, donde enfrentó a URSS, Polonia, Hungría y con algunos clubes. En medio, en Argentina se produjo un golpe de Estado que dio inicio a la dictadura militar, por lo que Menotti estuvo cerca de renunciar a su cargo.
El año 1977 fue el debut internacional de Diego Maradona, que jugó por primera vez a los 16 años contra Hungría, a quien Menotti consideraba "un proyecto a futuro". Consiguió que Polonia, Alemania Occidental, Inglaterra, Escocia, Francia, Yugoslavia y Alemania Oriental vinieran a jugar una serie de amistosos en La Bombonera como última gran prueba de cara al Mundial del próximo año, donde el equipo obtuvo un gran rendimiento.

#### Consagración en el Mundial 78

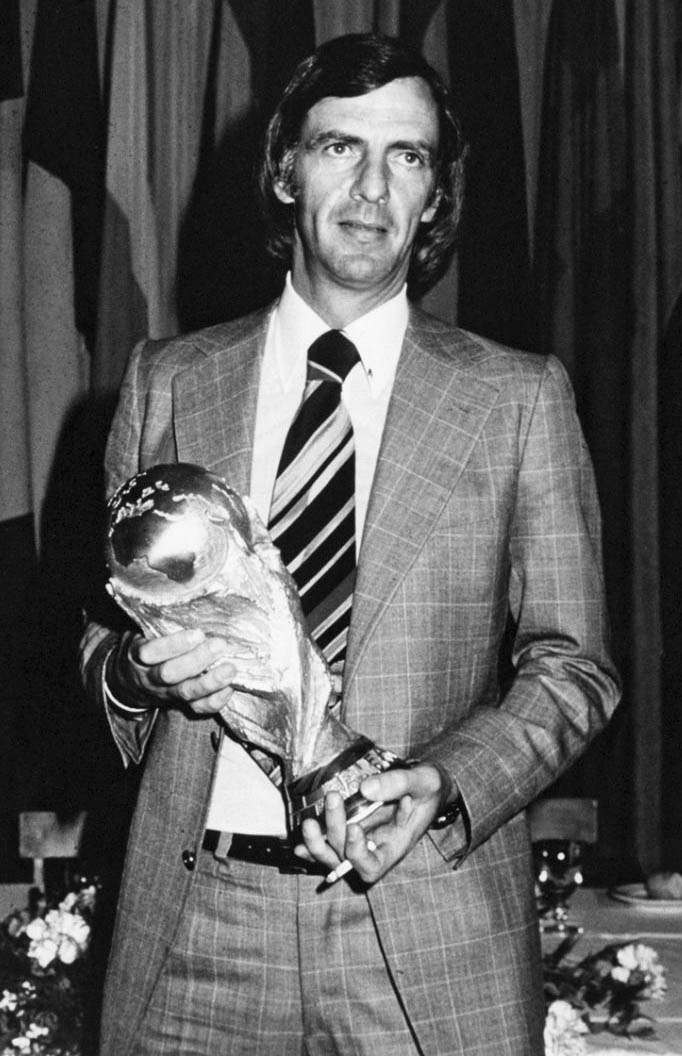
Menotti, con la Copa del Mundo en sus manos. 1978.

El 19 de mayo de 1978, un mes antes del inicio del Mundial, Menotti anunció la convocatoria de los 22 jugadores que disputarían del torneo. Aunque Diego Maradona era considerado uno de los mejores jugadores del mundo, Menotti no lo incluyó en la lista definitiva, junto con Humberto Bravo y Víctor Bottaniz. Algunas fuentes afirman que la Junta Militar que gobernaba al país en ese entonces indujo a Menotti para incluir al centrocampista de River Plate, Norberto Alonso, en lugar de Maradona, y que Menotti casi sin duda sabía que el prodigioso talento de 17 años de edad no sería capaz de manejar la inmensa presión y atención en el mayor evento deportivo de la historia argentina. Sin embargo, otros periodistas afirman que había demasiados mediocampistas ofensivos. Menotti acabaría declarando, años después, que fue un error no haber llevado a aquel joven Maradona. Como enfrentamientos previos, Argentina se enfrentó con Perú, Bulgaria, Rumania y Uruguay, ganando todos sus partidos excepto contra Uruguay en Montevideo.
En la previa del debut antre Hungría, tanto Massera como Videla le desearon suerte al equipo argentino. “Supe que los jugadores estaban muy nerviosos cuando íbamos por el túnel. Los vi callados, miraban el piso. Yo no podía hacer nada: estaba como ellos”, confesó Menotti después. En un estadio Monumental repleto, Argentina debutó con Hungría el 2 de junio. Hungría se puso en ventaja apenas 10 minutos de partido, pero con goles de Luque y Bertoni, casi sobre el final, Argentina se aseguró el primer triunfo. Su próximo partido, ante la Francia de Platini, fue triunfo 2 a 1 para los argentinos con goles de Passarella y Luque, sellando su clasificación a segunda ronda, a pesar de su derrota con Italia en el tercer partido. El 14 de junio, Argentina ganó 2 a 0 a Polonia con una extraordinaria actuación de Kempes, que contó con la particularidad de salvar un gol en la línea con la mano que luego sería un penal salvado por Fillol. Contra Brasil, por el segundo partido, empataron 0 a 0 en el Gigante de Arroyito. En el vestuario, Menotti les dijo a sus jugadores: "Fue el peor partido que jugamos. No hicieron nada de lo planificado así que prefiero no analizar lo que ocurrió. Vamos a pasar directamente a lo que viene". Como quedaron empatados en puntaje, Argentina tenía que ganarle a Perú por una diferencia de cuatro goles o más para clasificar a la final. En uno de los partidos más polémicos en la historia del fútbol argentino, Argentina goleó 6 a 0 a Perú y se clasificó a la final contra Países Bajos.
El 25 de junio de 1978, en el Estadio Monumental, Argentina se consagró campeón del mundo por primera vez al ganarle 3 a 1 a Países Bajos, con un doblete de Mario Alberto Kempes.

##### Mundial juvenil 79 y Mundial 82
Al año siguiente de ganar el Mundial, Menotti se sentía con la presión "liberada" y de poder dirigir más "a gusto". De cara al Mundial juvenil de 1979 celebrado en Tokio, Menotti decidió esta vez sí convocar a Diego Maradona, quien se convirtió en su principal estrella durante aquel torneo, siendo el máximo goleador y recibiendo el Balón de Oro. Argentina se consagró campeón el 7 de septiembre de 1979 al ganarle la final a Unión Soviética. Al regresar a Argentina, la delegación fue recibida por Jorge Videla y la Junta militar, quienes prepararon una celebración multitudinaria para tapar la llegada de la Comisión Interamericana de Derechos Humanos.
De cara al Mundial de 1982, Menotti decidió realizar una concentración cuatro meses antes del inicio del torneo. En su convocatoria de jugadores, realizó una mezcla entre los campeones de la selección mayor en 1978 y de los juveniles en 1979. Debido a esto, Argentina se posicionaba como una de las favoritas a revalidar el título. En medio de la disputa del torneo, el equipo vivió el contexto mediático de la guerra de las Islas Malvinas contra Inglaterra. Argentina perdió en su debut contra Bélgica el 13 de junio en el Camp Nou. A pesar de lograr pasar de fase con sus victorias ante Hungría y El Salvador, a Argentina le tocó "el grupo de la muerte" en la segunda fase. Perdió con la eventual campeona, Italia, por 2 a 1, "el día futbolístico más triste de mi vida", según Menotti. Argentina acabaría de ser eliminada del Mundial por Brasil en una derrota por 3 a 1. En diciembre de 1982, la AFA anunció que no le iba a renovar el contrato, siendo reemplazado por Carlos Bilardo.

#### Carrera en Europa y el fútbol argentino (1983–2002)

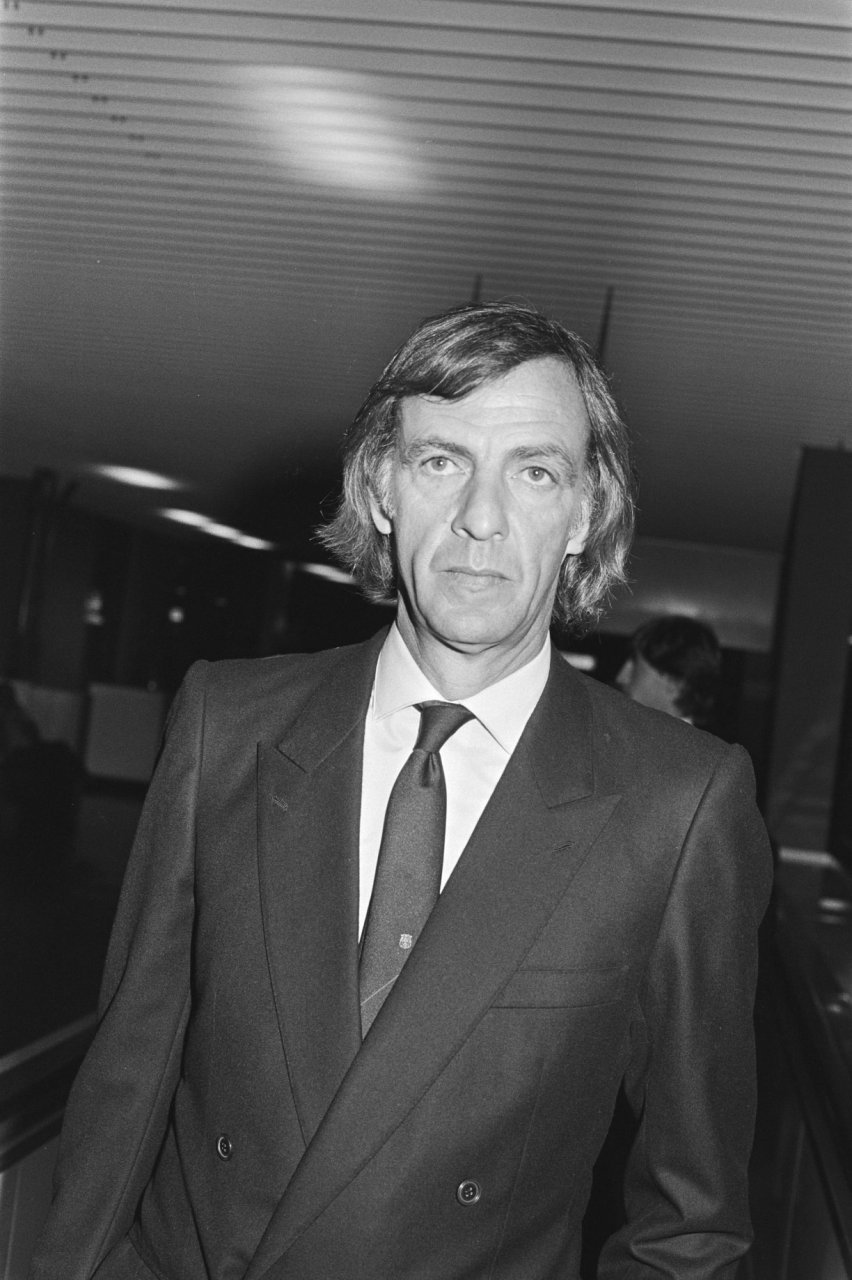
Menotti como entrenador del Fútbol Club Barcelona.

En 1983 fichó por el Barcelona para sustituir a Udo Lattek en el banquillo. Su debut como entrenador en la Primera División de España se produjo el 12 de marzo de 1983, en el partido Barcelona 1-1 Betis. En esa temporada ganó la Copa del Rey y la Copa de la Liga. Menotti permaneció en el banquillo azulgrana la siguiente temporada con resultados mediocres, sólo ganando la Supercopa de España y abandonó el club.
Más tarde, en noviembre de 1986, empezó a entrenar a Boca Juniors. Una sola ronda de campeonato le bastó para lograr un buen repunte que lo llevó a finalizar cuarto en el torneo.
También escribió un libro: Fútbol sin trampa conjuntamente con Ángel Cappa.
En la temporada 1987-88 entrenó al Atlético de Madrid, pero no logró finalizar su contrato, ya que en la jornada 29 fue despedido por el irregular andar del equipo. No obstante, consiguió una goleada por 4 a 0 en el estadio Santiago Bernabéu al Real Madrid, en el Derbi madrileño.
En julio de 1988 regresó a su país para entrenar a River Plate, finalizando cuarto en el torneo 1988-1989, donde los partidos empatados se definían en serie de remates desde el punto penal. Se convirtió así en uno de los pocos técnicos que dirigió a Boca Juniors y a River Plate en su carrera. Un año más tarde firmó a Peñarol, de Uruguay, en donde no logró buenos resultados y fue despedido nuevamente.
En agosto de 1991 fue nombrado técnico de la selección de México, cargo que ocupó durante un año y medio, ayudando en el desarrollo futbolístico de los jugadores mexicanos, entre los que destacaban Alberto García Aspe, Jorge Campos, Carlos Hermosillo y otros más.
Al acabar su etapa como seleccionador se dedicó a trabajar como comentarista en varias cadenas de televisión, y en 1993 regresó a los banquillos para dirigir nuevamente a Boca Juniors en donde realizó una campaña irregular.

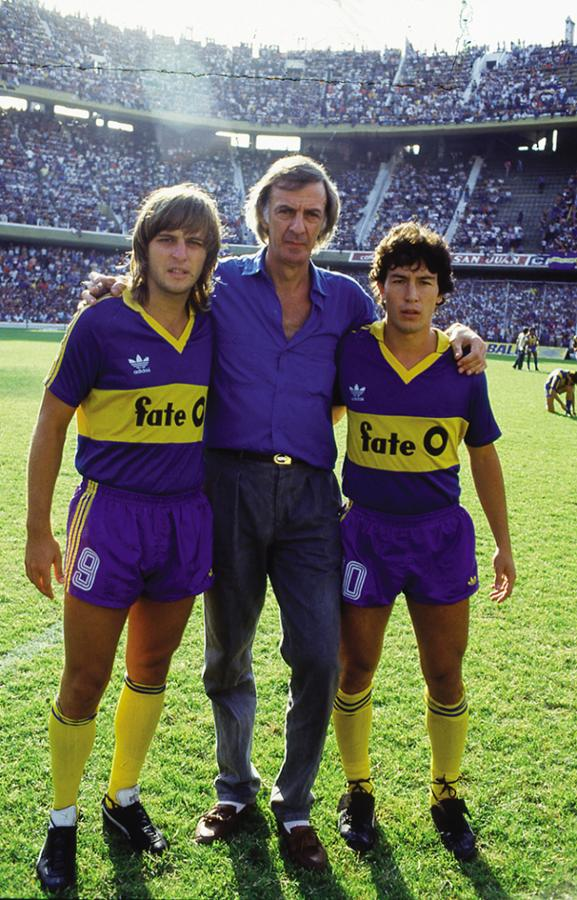
César Menotti con Jorge Rinaldi y Carlos Daniel Tapia en Boca Juniors.

En 1996 empezó a dirigir a Independiente durante una temporada en la que consiguió un subcampeonato de liga en el torneo Apertura.
Al año siguiente probó suerte en el Calcio italiano dirigiendo al Sampdoria, aunque fue destituido por malos resultados después de ocho jornadas de liga, regresando al banquillo del Independiente, equipo en el que permaneció hasta 1999, donde tampoco tuvo grandes resultados.
Después de esto trabajó como comentarista para varios medios de comunicación.

#### Últimos años y retiro en México (2002–07)
En 2002, dirigió al club de sus amores, Rosario Central. Después de un comienzo arrollador, en el que ganó cinco de sus primeros seis partidos (algunos de ellos por goleada, y el clásico rosarino como visitante, en la 6.ª fecha) el equipo acumuló nueve juegos sin victorias, por lo que fue despedido después de la 15.ª fecha, tras una derrota de local ante Estudiantes (LP) por 2 a 1.
En 2005 regresó al Independiente sin mucha suerte, ya que decidió renunciar por los malos resultados: en los ocho partidos que dirigió consiguió dos triunfos, tres empates y 4 caídas. En 2006 y 2007 tuvo un paso por el fútbol mexicano, dirigiendo a Puebla y a los Tecos de la UAG respectivamente, clubes en los que estuvo brevemente.
En julio de 2009, acordó con Julio Comparada, por entonces presidente de Independiente, ser el nuevo mánager del club. Su trabajo era evaluar la posible llegada de refuerzos para el equipo de Avellaneda. En el cargo no tuvo la mejor relación con el cuerpo técnico por lo que Américo Gallego lo culpó como el responsable de su salida del club. Con la partida del Tolo, Menotti recomendó a Daniel Garnero para ser el nuevo entrenador. A causa de los malos resultados en el torneo y luego de la salida de Garnero como DT, el Flaco presentó su renuncia a su cargo como mánager.

### Director de selecciones nacionales
El 14 de enero de 2019, la Asociación del Fútbol Argentino anunció que a partir del 1 de febrero, Menotti se desempeñaría como director de selecciones nacionales. En ese entonces,  Lionel Scaloni, quien más tarde y bajo la gestión de Menotti se consagró campeón de la Copa América 2021, la Copa de Campeones Conmebol-UEFA 2022 y la Copa Mundial de Fútbol de 2022, ya se encontraba al mando del seleccionado mayor.

## Estilo de juego

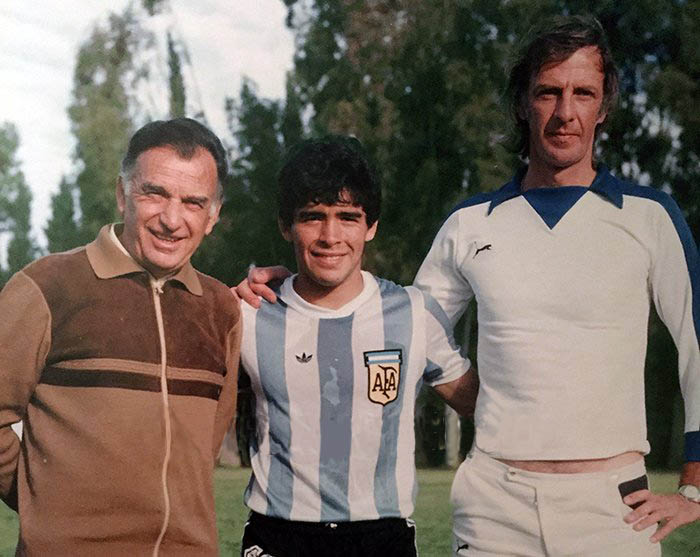
César Menotti (der.), junto a Ernesto Duchini (izq.) y Diego Maradona (centro).

Desde un punto de vista táctico, Menotti ha destacado siempre por favorecer un fútbol técnico, estético y de posesión, en el que el juego colectivo y de ataque, y el buen trato del balón son elementos centrales. Es por esto que en la Argentina es considerado el abanderado de tal estilo de juego, en oposición a la escuela representada por Carlos Bilardo, que priorizaba la táctica y la obtención de resultados antes que cualquier otra consideración, favoreciendo un estilo pragmático, directo y con énfasis en la contención del adversario. Debido a la gran repercusión que ambas escuelas tuvieron en el fútbol argentino a partir la década de 1970, durante las siguientes décadas se dijo en ese país que solo existían dos maneras de entender el fútbol: el menottismo y el llamado bilardismo. Estos dos estilos tuvieron un predominio casi absoluto en el fútbol argentino hasta aproximadamente los años 1990, momento en el que comenzaron a ser desplazados por otros estilos exitosos en el fútbol argentino representados por técnicos como Marcelo Bielsa o Carlos Bianchi.

## Salud y fallecimiento
El 13 de marzo de 2011, Menotti fue ingresado en el hospital Italiano de Buenos Aires, debido a una grave afección cardíaca provocada por su adicción al tabaco.
Falleció el 5 de mayo de 2024, a causa de un cuadro de anemia severa, por el que había ingresado a un hospital privado en Buenos Aires, el pasado 30 de marzo.

## Trayectoria

### Como jugador

#### En clubes
| Club              | País           | Año       |
| ----------------- | -------------- | --------- |
| Rosario Central   | Argentina      | 1960-1963 |
| Racing Club       | Argentina      | 1964      |
| Boca Juniors      | Argentina      | 1965-1966 |
| New York Generals | Estados Unidos | 1967-1968 |
| Santos            | Brasil         | 1968      |
| Juventus          | Brasil         | 1969-1970 |

#### Participaciones en la selección argentina

##### Torneos internacionales
| Competición                  | Categoría | Sede    | Posición      |
| ---------------------------- | --------- | ------- | ------------- |
| Campeonato Sudamericano 1963 | Absoluta  | Bolivia | Tercer puesto |

##### Partidos disputados en la selección argentina
| Partidos con la selección de Argentina | Partidos con la selección de Argentina | Partidos con la selección de Argentina | Partidos con la selección de Argentina | Partidos con la selección de Argentina | Partidos con la selección de Argentina | Partidos con la selección de Argentina |
| N.º                                    | Fecha                                  | Estadio                                | Rival                                  | Goles                                  | Resultado                              | Competición                            |
| -------------------------------------- | -------------------------------------- | -------------------------------------- | -------------------------------------- | -------------------------------------- | -------------------------------------- | -------------------------------------- |
| 1                                      | 18 de diciembre de 1962                | Tomás Adolfo Ducó, Buenos Aires        | Boca Juniors                           | -                                      | 0 - 1                                  | No oficial                             |
| 2                                      | 15 de agosto de 1962                   | Monumental, Buenos Aires               | Uruguay                                | -                                      | 3 -1                                   | Copa Lipton                            |
| 3                                      | 7 de noviembre de 1962                 | Nacional, Santiago                     | Chile                                  | -                                      | 1 - 1                                  | Copa Dittborn                          |
| 4                                      | 21 de noviembre de 1962                | Monumental, Buenos Aires               | Chile                                  | -                                      | 1 - 0                                  | Copa Dittborn                          |
| 5                                      | 10 de marzo de 1963                    | Félix Capriles, Cochabamba             | Colombia                               | -                                      | 4 - 2                                  | Campeonato Sudamericano                |
| 6                                      | 13 de marzo de 1963                    | Félix Capriles, Cochabamba             | Perú                                   | -                                      | 1 - 1                                  | Campeonato Sudamericano                |
| 7                                      | 16 de abril de 1963                    | Maracanã, Río de Janeiro               | Brasil                                 | -                                      | 2 - 5                                  | Copa Roca                              |
| 8                                      | 4 de julio de 1963                     | Monumental, Buenos Aires               | Barcelona                              | -                                      | 0 - 3                                  | No oficial                             |
| 9                                      | 29 de octubre de 1963                  | Monumental, Buenos Aires               | Paraguay                               | 15'                                    | 2 - 3                                  | Copa Chevallier Boutell                |

### Como entrenador

#### En clubes
| Equipo                      | Div.                     | Temporada                | Liga  | Liga | Liga | Liga | Liga | Copa  | Copa | Copa | Copa | Internacional | Internacional | Internacional | Internacional | Internacional | Totales | Totales | Totales | Totales | Totales     | Totales | Totales | Totales |
| Equipo                      | Div.                     | Temporada                | Part. | G    | E    | P    | Pos. | Part. | G    | E    | P    | Part.         | G             | E             | P             | Pos.          | Part.   | G       | E       | P       | Rendimiento | GF      | GC      | Dif.    |
| --------------------------- | ------------------------ | ------------------------ | ----- | ---- | ---- | ---- | ---- | ----- | ---- | ---- | ---- | ------------- | ------------- | ------------- | ------------- | ------------- | ------- | ------- | ------- | ------- | ----------- | ------- | ------- | ------- |
| Newell's Old Boys Argentina | 1.ª                      | 1970-N                   | 7     | 1    | 1    | 5    | Inc. | -     | -    | -    | -    | -             | -             | -             | -             | -             | 7       | 1       | 1       | 5       | 19.05%      | 2       | 9       | -7      |
| Newell's Old Boys Argentina | 1.ª                      | 1971-M                   | 2     | 1    | 0    | 1    | Inc. | -     | -    | -    | -    | -             | -             | -             | -             | -             | 2       | 1       | 0       | 1       | 50%         | 3       | 3       | 0       |
| Total Newell's Old Boys     | Total Newell's Old Boys  | Total Newell's Old Boys  | 9     | 2    | 0    | 6    | -    | -     | -    | -    | -    | -             | -             | -             | -             | -             | 9       | 2       | 1       | 6       | 25.93%      | 5       | 12      | -7      |
| Huracán Argentina           | 1.ª                      | 1971-M                   | 22    | 7    | 8    | 8    | 9°   | -     | -    | -    | -    | -             | -             | -             | -             | -             | 22      | 7       | 8       | 8       | 43.94%      | 32      | 34      | -2      |
| Huracán Argentina           | 1.ª                      | 1971-N                   | 14    | 3    | 3    | 8    | 11°  | -     | -    | -    | -    | -             | -             | -             | -             | -             | 14      | 3       | 3       | 8       | 28.57%      | 19      | 27      | -8      |
| Huracán Argentina           | 1.ª                      | 1972-M                   | 34    | 14   | 12   | 8    | 3°   | -     | -    | -    | -    | -             | -             | -             | -             | -             | 34      | 14      | 12      | 8       | 52.94%      | 66      | 49      | 17      |
| Huracán Argentina           | 1.ª                      | 1972-N                   | 13    | 6    | 4    | 3    | 4°   | -     | -    | -    | -    | -             | -             | -             | -             | -             | 13      | 6       | 4       | 3       | 56.41%      | 26      | 20      | 6       |
| Huracán Argentina           | 1.ª                      | 1973-M                   | 32    | 19   | 8    | 5    | 1°   | -     | -    | -    | -    | -             | -             | -             | -             | -             | 32      | 19      | 8       | 5       | 67.71%      | 62      | 30      | 32      |
| Huracán Argentina           | 1.ª                      | 1973-N                   | 15    | 8    | 5    | 2    | 3°   | -     | -    | -    | -    | -             | -             | -             | -             | -             | 15      | 8       | 5       | 2       | 64.44%      | 29      | 15      | 14      |
| Huracán Argentina           | 1.ª                      | 1974-M                   | 21    | 9    | 5    | 7    | 4°   | -     | -    | -    | -    | 11            | 6             | 2             | 3             | 2°R           | 32      | 15      | 7       | 10      | 54.17%      | 55      | 47      | 8       |
| Huracán Argentina           | 1.ª                      | 1974-N                   | 18    | 9    | 5    | 4    | 4°   | -     | -    | -    | -    | -             | -             | -             | -             | -             | 18      | 9       | 5       | 4       | 59.26%      | 38      | 24      | 14      |
| Total Huracán               | Total Huracán            | Total Huracán            | 170   | 75   | 50   | 45   | -    | -     | -    | -    | -    | 11            | 6             | 2             | 3             | -             | 181     | 81      | 52      | 48      | 54.33%      | 327     | 246     | 81      |
| Barcelona · España          | 1.ª                      | 1983-84                  | 34    | 20   | 8    | 6    | 3°   | 15    | 6    | 0    | 9    | 6             | 5             | 0             | 1             | CF            | 55      | 31      | 8       | 16      | 61.21%      | 100     | 54      | 46      |
| Total Barcelona             | Total Barcelona          | Total Barcelona          | 34    | 20   | 8    | 6    | -    | 15    | 6    | 0    | 9    | 6             | 5             | 0             | 1             | -             | 55      | 31      | 8       | 16      | 61.21%      | 100     | 54      | 46      |
| Boca Juniors Argentina      | 1.ª                      | 1986-87                  | 17    | 10   | 4    | 3    | 4°   | -     | -    | -    | -    | -             | -             | -             | -             | -             | 17      | 10      | 4       | 3       | 66.67%      | 33      | 18      | 15      |
| Boca Juniors Argentina      | 1.ª                      | 1993-A                   | 8     | 4    | 3    | 1    | 4°   | -     | -    | -    | -    | -             | -             | -             | -             | -             | 8       | 4       | 3       | 1       | 62.5%       | 18      | 5       | 13      |
| Boca Juniors Argentina      | 1.ª                      | 1994-C                   | 19    | 6    | 8    | 5    | 7°   | -     | -    | -    | -    | 6             | 1             | 1             | 4             | FG            | 25      | 7       | 9       | 9       | 40%         | 32      | 33      | -1      |
| Boca Juniors Argentina      | 1.ª                      | 1994-A                   | 17    | 4    | 7    | 6    | Inc. | -     | -    | -    | -    | 10            | 3             | 3             | 4             | 2°            | 27      | 7       | 10      | 10      | 38.27%      | 33      | 35      | -2      |
| Total Boca Juniors          | Total Boca Juniors       | Total Boca Juniors       | 61    | 24   | 22   | 15   | -    | -     | -    | -    | -    | 16            | 4             | 4             | 8             | -             | 77      | 28      | 26      | 23      | 47.62%      | 116     | 91      | 25      |
| Atlético de Madrid · España | 1.ª                      | 1987-88                  | 29    | 15   | 7    | 7    | Inc. | 10    | 5    | 3    | 2    | -             | -             | -             | -             | -             | 39      | 20      | 10      | 9       | 59.83%      | 66      | 37      | 31      |
| Total Atlético de Madrid    | Total Atlético de Madrid | Total Atlético de Madrid | 29    | 15   | 7    | 7    | -    | 10    | 5    | 3    | 2    | -             | -             | -             | -             | -             | 39      | 20      | 10      | 9       | 59.83%      | 66      | 37      | 31      |
| River Plate Argentina       | 1.ª                      | 1988-89                  | 38    | 16   | 13   | 9    | 4°   | -     | -    | -    | -    | 3             | 2             | 0             | 1             | Inc.          | 41      | 18      | 13      | 10      | 54.47%      | 67      | 39      | 28      |
| Total River Plate           | Total River Plate        | Total River Plate        | 38    | 16   | 13   | 9    | -    | -     | -    | -    | -    | 3             | 2             | 0             | 1             | -             | 41      | 18      | 13      | 10      | 54.47%      | 67      | 39      | 28      |
| Peñarol · Uruguay           | 1.ª                      | 1990-91                  | 26    | 10   | 11   | 5    | 4°   | -     | -    | -    | -    | 6             | 2             | 2             | 2             | SF            | 32      | 12      | 13      | 7       | 51.04%      | 33      | 32      | 1       |
| Total Peñarol               | Total Peñarol            | Total Peñarol            | 26    | 10   | 11   | 5    | -    | -     | -    | -    | -    | 6             | 2             | 2             | 2             | -             | 32      | 12      | 13      | 7       | 51.04%      | 33      | 32      | 1       |
| Independiente Argentina     | 1.ª                      | 1996-A                   | 19    | 11   | 4    | 4    | 2°   | -     | -    | -    | -    | -             | -             | -             | -             | -             | 19      | 11      | 4       | 4       | 64.91%      | 34      | 22      | 12      |
| Independiente Argentina     | 1.ª                      | 1997-C                   | 15    | 9    | 3    | 3    | Inc. | -     | -    | -    | -    | -             | -             | -             | -             | -             | 15      | 9       | 3       | 3       | 66.67%      | 34      | 17      | 17      |
| Independiente Argentina     | 1.ª                      | 1998-C                   | 19    | 7    | 5    | 7    | 10°  | -     | -    | -    | -    | -             | -             | -             | -             | -             | 19      | 7       | 5       | 7       | 45.61%      | 26      | 28      | -2      |
| Independiente Argentina     | 1.ª                      | 1998-A                   | 19    | 4    | 10   | 5    | 16°  | -     | -    | -    | -    | -             | -             | -             | -             | -             | 19      | 4       | 10      | 5       | 38.6%       | 26      | 26      | 0       |
| Independiente Argentina     | 1.ª                      | 1999-C                   | 19    | 8    | 5    | 6    | 5°   | -     | -    | -    | -    | -             | -             | -             | -             | -             | 19      | 8       | 5       | 6       | 50.88%      | 32      | 26      | 6       |
| Independiente Argentina     | 1.ª                      | 1999-A                   | 6     | 1    | 2    | 3    | Inc. | -     | -    | -    | -    | -             | -             | -             | -             | -             | 6       | 1       | 2       | 3       | 27.78%      | 6       | 11      | -5      |
| Independiente Argentina     | 1.ª                      | 2005-A                   | 9     | 2    | 3    | 4    | Inc. | -     | -    | -    | -    | -             | -             | -             | -             | -             | 9       | 2       | 3       | 4       | 33.33%      | 12      | 14      | -2      |
| Total Independiente         | Total Independiente      | Total Independiente      | 106   | 42   | 32   | 32   | -    | -     | -    | -    | -    | -             | -             | -             | -             | -             | 106     | 42      | 32      | 32      | 49.69%      | 170     | 144     | 26      |
| Sampdoria · Italia          | 1.ª                      | 1997-98                  | 13    | 4    | 2    | 7    | Inc. | -     | -    | -    | -    | -             | -             | -             | -             | -             | 13      | 4       | 2       | 7       | 35.9%       | 21      | 24      | -3      |
| Total Sampdoria             | Total Sampdoria          | Total Sampdoria          | 13    | 4    | 2    | 7    | -    | -     | -    | -    | -    | -             | -             | -             | -             | -             | 13      | 4       | 2       | 7       | 35.9%       | 21      | 24      | -3      |
| Rosario Central Argentina   | 1.ª                      | 2002-C                   | 12    | 3    | 4    | 5    | 16°  | -     | -    | -    | -    | -             | -             | -             | -             | -             | 12      | 3       | 4       | 5       | 36.11%      | 14      | 19      | -5      |
| Rosario Central Argentina   | 1.ª                      | 2002-A                   | 15    | 5    | 4    | 6    | Inc. | -     | -    | -    | -    | -             | -             | -             | -             | -             | 15      | 5       | 4       | 6       | 42.22%      | 29      | 26      | 3       |
| Total Rosario Central       | Total Rosario Central    | Total Rosario Central    | 27    | 8    | 8    | 11   | -    | -     | -    | -    | -    | -             | -             | -             | -             | -             | 27      | 8       | 8       | 11      | 39.51%      | 43      | 45      | -2      |
| Puebla · México             | 1.ª                      | 2006                     | 2     | 0    | 0    | 2    | Inc. | -     | -    | -    | -    | -             | -             | -             | -             | -             | 2       | 0       | 0       | 2       | 0%          | 1       | 5       | -4      |
| Total Puebla                | Total Puebla             | Total Puebla             | 2     | 0    | 0    | 2    | -    | -     | -    | -    | -    | -             | -             | -             | -             | -             | 2       | 0       | 0       | 2       | 0%          | 1       | 5       | -4      |
| Tecos · México              | 1.ª                      | 2007                     | 13    | 5    | 1    | 7    | Inc. | -     | -    | -    | -    | -             | -             | -             | -             | -             | 13      | 5       | 1       | 7       | 41.03%      | 22      | 27      | -5      |
| Total Tecos                 | Total Tecos              | Total Tecos              | 13    | 5    | 1    | 7    | -    | -     | -    | -    | -    | -             | -             | -             | -             | -             | 13      | 5       | 1       | 7       | 41.03%      | 22      | 27      | -5      |
| Total clubes                | Total clubes             | Total clubes             | 528   | 221  | 154  | 152  | -    | 25    | 11   | 3    | 11   | 42            | 19            | 8             | 15            | -             | 595     | 251     | 165     | 178     | 51.43%      | 971     | 756     | 206     |

#### Participaciones con las selecciones argentinas

##### En torneos internacionales
| Competición                            | Categoría | Sede       | Resultado     |
| -------------------------------------- | --------- | ---------- | ------------- |
| Copa América 1975                      | Absoluta  | Sudamérica | Primera ronda |
| Copa Mundial de Fútbol de 1978         | Absoluta  | Argentina  | Campeón       |
| Copa Mundial de Fútbol Juvenil de 1979 | Sub-20    | Japón      | Campeón       |
| Copa América 1979                      | Absoluta  | Sudamérica | Primera ronda |
| Copa Mundial de Fútbol de 1982         | Absoluta  | España     | Segunda fase  |

### Como mánager
| Equipo              | País      | Año       |
| ------------------- | --------- | --------- |
| Independiente       | Argentina | 2009-2010 |
| Selección argentina | Argentina | 2019-2024 |

## Palmarés

### Como jugador

#### Campeonatos regionales
| Título              | Club   | Región    | Año  |
| ------------------- | ------ | --------- | ---- |
| Campeonato Paulista | Santos | São Paulo | 1968 |

#### Campeonatos nacionales
| Título           | Club         | País      | Año  |
| ---------------- | ------------ | --------- | ---- |
| Primera División | Boca Juniors | Argentina | 1965 |

### Como entrenador

#### Campeonatos nacionales
| Título              | Club      | País      | Año     |
| ------------------- | --------- | --------- | ------- |
| Primera División    | Huracán   | Argentina | M-1973  |
| Copa del Rey        | Barcelona | España    | 1982-83 |
| Copa de la Liga     | Barcelona | España    | 1983    |
| Supercopa de España | Barcelona | España    | 1983    |

#### Campeonatos internacionales
| Título                  | Equipo           | Sede      | Año  |
| ----------------------- | ---------------- | --------- | ---- |
| Copa Mundial de la FIFA | Argentina        | Argentina | 1978 |
| Copa Mundial Juvenil    | Argentina sub-20 | Japón     | 1979 |
| Juegos Suramericanos    | Argentina sub-19 | Argentina | 1982 |

#### Campeonatos amistosos
| Título           | Equipo           | Sede    | Año  |
| ---------------- | ---------------- | ------- | ---- |
| Torneo de Toulon | Argentina sub-23 | Francia | 1975 |

### Como mánager

#### Campeonatos internacionales
| Título                          | Equipo                                  | Sede       | Año  | Entrenador       |
| ------------------------------- | --------------------------------------- | ---------- | ---- | ---------------- |
| Sudamericano Sub-17             | Selección de fútbol sub-17              | Perú       | 2019 | Pablo Aimar      |
| Juegos Panamericanos            | Selección de fútbol sub-23 de Argentina | Perú       | 2019 | Fernando Batista |
| Torneo Preolímpico Sudamericano | Selección de fútbol sub-23 de Argentina | Colombia   | 2020 | Fernando Batista |
| Copa América                    | Argentina                               | Brasil     | 2021 | Lionel Scaloni   |
| Finalísima                      | Argentina                               | Inglaterra | 2022 | Lionel Scaloni   |
| Copa Mundial de la FIFA         | Argentina                               | Catar      | 2022 | Lionel Scaloni   |

## Distinciones personales

### Clasificación de los mejores entrenadores de todos los tiempos
| Premio       | Posición | Año  | Referencias   |
| ------------ | -------- | ---- | ------------- |
| World Soccer | 22.º     | 2013 | [ 59 ] [ 60 ] |